# 1034

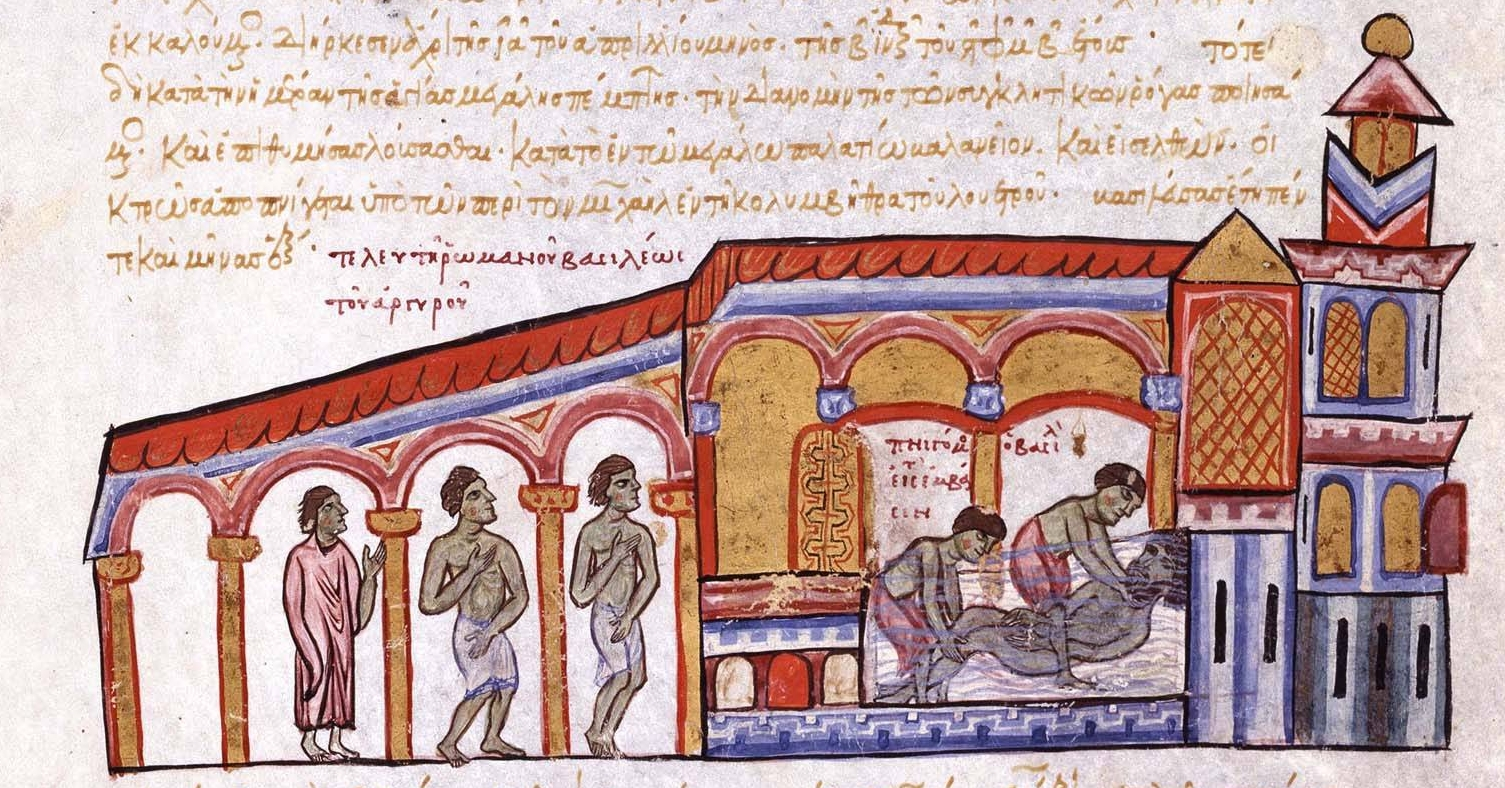
Keizer Romanos III wordt in bad vermoord.

Het jaar 1034 is het 34e jaar in de 11e eeuw volgens de christelijke jaartelling.

## Gebeurtenissen

### Byzantijnse Rijk
- 11 april - Keizer Romanos III (Argyros) wordt vermoord in zijn bad, mogelijk op instigatie van zijn vrouw, keizerin Zoë Porphyrogenita. Kort daarna hertrouwt zij met haar jonge minnaar, Michaël IV (Paphlagon). Hij wordt geïnstalleerd als keizer van het Byzantijnse Rijk. Michaël laat de bestuurswerkzaamheden voornamelijk over aan zijn eunuch en adviseur Johannes Orfanotrofos.[1]

### Europa
- Voorjaar - Keizer Koenraad II ("de Saliër") leidt een Duits expeditieleger langs de rivier de Rhône en valt Bourgondië binnen. Ondertussen trekken twee Italiaanse legers onder bevel van markgraaf Bonifatius III de Alpen over en voegen zich bij graaf Humbert I ("Withand"). Koenraad krijgt de controle over de Alpenpassen (de Col du Mont-Cenis, Grote- en Kleine Sint-Bernhardpas).[2]
- maart - Koenraad II ("de Saliër") verzamelt zijn leger bij het Meer van Genève en verslaat bij Genève (huidige Zwitserland) de Franse troepen onder bevel van Odo II (of Eudes). Voor zijn hulp geeft Koenraad Humbert I ("Withand") het Bourgondische graafschap Maurienne. Tevens krijgt hij de graafschappen Savoye en Chablais. Humbert vestigd zich in een kasteel in Aiguebelle.[3]
- 10 mei - Koning Mieszko II ("de Vadsige") overlijdt (mogelijk vermoordt als gevolg van een samenzwering) na een regeerperiode van 8 jaar. Hij wordt opgevolgd door zijn 17-jarige zoon Casimir I ("de Restaurator"). Een gewelddadige anti-christelijke volksopstand, veroorzaakt door de Poolse adel, verspreidt zich door Polen. Casimir en koningin Richeza vluchten naar Duitsland.[4]
- Zomer - Koning Sancho III ("de Grote") annexeert León – nadat hij een reeks van rivalen heeft verslagen. Zijn heerschappij strekt zich nu uit van de grens van Galicië (huidige Spanje) tot het graafschap van Barcelona. Sancho laat zich opnieuw tot koning van León en Navarra kronen. Via zijn expansiepolitiek bemachtigt hij eveneens de graafschappen Sobrarbe en Ribagorza.[5]

### Afrika
- Een Pisan en Genovese vloot vallen met succes Bône (huidige Annaba) aan (gelegen aan de kust van de Maghreb bij Tunesië). De stad wordt voor een jaar bezet.[6]

## Geboren
- Khön Könchog Gyalpo, Tibetaans religieus leider (overleden 1102)

## Overleden
- 21 maart - Ezzo (of Ehrenfried), Duits edelman en paltsgraaf
- 11 april - Romanos III (Argyros), keizer van het Byzantijnse Rijk
- 10 mei - Mieszko II ("de Vadsige"), Pools edelman en koning
- 25 juli - Constance van Arles, Frans edelvrouw en koningin
- 9 november - Oldřich, hertog van Bohemen (r. 1012 - 1034)
- 19 november - Diederik II (34), Duits edelman en markgraaf
- 25 november - Malcolm II, koning van Schotland (of Alba)[7]
- Adhémar van Chabannes (35), Frans monnik en componist
- Bernard Rogier, Frans edelman en graaf (r. 1011 - 1034)[8]
- Jan I van Arkel, heer van Arkel, Heukelum en Polsbroek